# Živorad Jevtić
Živorad Jevtić (srbskou cyrilicí Живорад Јевтић;  27. prosince 1943, Kruševac - 8. srpna 2000, Bělehrad) byl jugoslávský fotbalista srbské národnosti, obránce. 

## Fotbalová kariéra
V jugoslávské lize hrál za FK Crvena zvezda, se kterou získal pět mistrovských titulů a čtyřikrát vyhrál jugoslávský fotbalový pohár. V jugoslávské lize nastoupil ve 157 ligových utkáních a dal 3 góly. V Poháru mistrů evropských zemí nastoupil v 6 utkáních, v Poháru vítězů pohárů nastoupil v 5 utkáních a ve Veletržím poháru nastoupil v 6 utkáních. Za reprezentaci Jugoslávie nastoupil v letech 1964-1969 v 16 utkáních. Byl členem jugoslávské reprezentace na LOH 1964 v Tokiu, nastoupil ve 2 utkáních.

## Ligová bilance
| Ročník                          | Zápasy | Góly | Klub                   |
| ------------------------------- | ------ | ---- | ---------------------- |
| Jugoslávská Prva liga 1962/1963 | 3      | 0    | Crvena zvezda Bělehrad |
| Jugoslávská Prva liga 1963/1964 | 4      | 0    | Crvena zvezda Bělehrad |
| Jugoslávská Prva liga 1964/1965 | 28     | 0    | Crvena zvezda Bělehrad |
| Jugoslávská Prva liga 1965/1966 | 24     | 0    | Crvena zvezda Bělehrad |
| Jugoslávská Prva liga 1966/1967 | 12     | 0    | Crvena zvezda Bělehrad |
| Jugoslávská Prva liga 1967/1968 | 13     | 0    | Crvena zvezda Bělehrad |
| Jugoslávská Prva liga 1968/1969 | 22     | 0    | Crvena zvezda Bělehrad |
| Jugoslávská Prva liga 1969/1970 | 14     | 2    | Crvena zvezda Bělehrad |
| Jugoslávská Prva liga 1970/1971 | 0      | 0    | Crvena zvezda Bělehrad |
| Jugoslávská Prva liga 1971/1972 | 3      | 0    | Crvena zvezda Bělehrad |
| Jugoslávská Prva liga 1972/1973 | 2      | 0    | Crvena zvezda Bělehrad |
| Jugoslávská Prva liga 1973/1974 | 13     | 0    | Crvena zvezda Bělehrad |
| Jugoslávská Prva liga 1974/1975 | 19     | 1    | Crvena zvezda Bělehrad |
| CELKEM 1. jugoslávská liga      | 157    | 3    |                        |